# Фокс (собака)

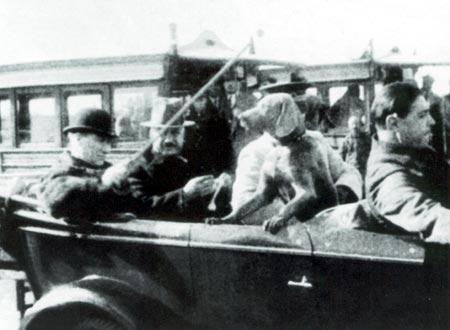
Фокс у автомобілі Ататюрка у Ялові. 1930 рік.

Фокс (жив у 1930-і роки) — домашня собака засновника й першого президента Турецької Республіки Мустафи Кемаля Ататюрка. У більшості біографічних книг про Ататюрка називається останньою собакою Ататюрка, що жила у нього після собак, відомих під кличками Альп і Альбер. Незважаючи на те, що про Фокса відомо вкрай мало, його «біографія» стала предметом декількох журналістських розслідувань і навіть навколонаукових публікацій, у більшості повідомляючи суперечливу інформацію.

## Історія
Відомо, що Мустафа Кемаль Ататюрк дуже любив тварин, відчував особливу прихильність до собак. Під час Галліполійської кампанії у нього була собака по кличці Альп, під час Війни за незалежність Туреччини і битв проти грецької армії — собака по кличці Альбер жовто-білого забарвлення. Фокс з'явився у Ататюрка після смерті Альбера, яка дуже засмутила Ататюрка.
Дружина Атаюрка Латіфе Ушаклигіль у своєму «Щоденнику» («Kağıtları») записала, що 13 листопада 1923 року її чоловік гуляв з Фоксом у парку палацу Чанкая. Однак Кемаль Гранда, який служив у Ататюрка фотографом майже 12 років, з 3 липня 1927 року до моменту смерті президента 10 листопада 1938 року, у своїх мемуарах зазначав, що щеня Фокс з'явився у Ататюрка вже при ньому, тому, якщо вірити Гранде, Фокс народився пізніше 1927 року. Найчастіше Фоксом вважається собака коричневого забарвлення, що з'являється на фотографіях з Ататюрком на початку 1930-х років; збереглася фотографія 1927 року зі схожою собакою, у якій, проте, видно білі смуги на грудях, лобі й лапах. Остання відома фотографія Ататюрка разом з Фоксом датована 26 січня 1933 року під час відвідин президентом Газіантепа; будь-яких відомостей про долю Фокса після 1933 року не виявлено.
Обставини отримання Ататюрком Фокса і походження собаки в різних джерелах відрізняються. Наприклад, соратник Ататюрка офіцер Алі Килич повідомляє, що Ататюрк запримітив Фокса, що належав власнику місцевого маяка, під час прогулянки по самсунському узбережжю і отримав його в подарунок від господаря собаки. Кемаль Гранда же повідомляє, що собака була куплена у її власника на ім'я Хассан Ефенді в Ялові за 50 лір.
Достовірно встановлено, що Фокс був самцем і мав коричневе забарвлення. Джерела описують його як швидку і надзвичайно активну собаку, любила носитися по саду і голосно гавкати, дуже віддану господареві (Ататюрку), але недовірливу до незнайомців, добре навчену охороняти господаря, іноді примхливу; у більш пізніх джерелах вказані зрослі з віком агресивність і дратівливість собаки, яка почала кусати не тільки сторонніх людей, але й свого господаря.
Відомо, що Фокс на початку 1930-х років багато разів супроводжував свого господаря в поїздках по турецькій столиці (у тому числі на різноманітних офіційних заходах), по регіонах Туреччини і за кордон. Він жив у президентському палаці, разом з Ататюрком у його особистих покоях; відповідно до одного з джерел, Фокс завжди вбігав на територію будівлі раніше господаря при його приїзд до палацу, даючи зрозуміти працівникам, що президент повернувся. Є також відомості, що Фокс спав у кімнаті Ататюрка під його ліжком і приймав їжу під президентським столом, що піддавалося критиці з боку мусульманського духовенства країни як таке, що суперечить нормам ісламу.
Обставини смерті собаки точно невідомі: за деякими даними, він був приспаний ветеринаром, коли його поведінка стала небезпечною.
У відкритому в 2002 році Музеї Ататюрка представлена ціла експозиція фотографій Фокса і також встановлена його воскова скульптура.